# Amanda Coetzer
Amanda Coetzer (Hoopstad, 22 oktober 1971) is een voormalig professioneel tennisspeelster uit Zuid-Afrika. Zij begon haar carrière in 1988 en zette in juni 2004 een punt achter haar tennisloopbaan. Haar hoogste positie in het enkelspel was de derde plaats, die zij op 3 november 1997 bereikte. Zij is gehuwd met filmproducent Arnon Milchan.

## Loopbaan

### Enkelspel
Op de WTA-tour won zij negen titels in het enkelspel. In 1998 won zij haar grootste titel op het toernooi van Hilton Head. Zij was de eerste speelster uit Zuid-Afrika die de halve finale op een grandslamtoernooi bereikte, in 1996 op het Australian Open.
1997
Zij bereikte opnieuw de halve finale in 1997. In dat jaar speelde zij ook een halve finale op Roland Garros. Het was het meest succesvolle jaar voor Coetzer. In dit jaar was zij een van zes speelsters die Steffi Graf drie keer in één seizoen versloegen. In Berlijn won zij zelfs met 6–0 en 6–1 van de Duitse. Zij was daarnaast een van vier speelsters die Graf in hetzelfde jaar twee keer op een grandslamtoernooi versloegen.

### Dubbelspel
Ook in het dubbelspel won Coetzer negen titels op de WTA-tour. In 1993 bereikte zij met de Argentijnse Inés Gorrochategui de finale op het US Open. Zij verloren echter van Arantxa Sánchez Vicario en Helena Suková.

### Landenwedstrijden
In 1997 en 2000 speelde zij met landgenoot Wayne Ferreira de finale van de Hopman Cup. In 1997 verloren zij nog van de Verenigde Staten, maar in 2000 wonnen zij van Thailand.
Coetzer speelde vanaf 1992 Fed Cup voor haar land, met enkele onderbrekingen.
Zij vertegenwoordigde Zuid-Afrika driemaal op de Olympische Spelen – in 2000 in Sydney bereikte zij de kwartfinale in het enkelspel.

## Posities op deWTA-ranglijst
Positie per einde seizoen:
| jaar | rang enkelspel | rang dubbelspel |
| ---- | -------------- | --------------- |
| 1986 | 191            | 399             |
| 1988 | 157            | 205             |
| 1989 | 63             | 297             |
| 1990 | 76             | –               |
| 1991 | 67             | 156             |
| 1992 | 17             | 27              |
| 1993 | 15             | 20              |
| 1994 | 18             | 25              |
| 1995 | 19             | 30              |
| 1996 | 14             | 36              |
| 1997 | 4              | 31              |
| 1998 | 17             | 35              |
| 1999 | 11             | 29              |
| 2000 | 11             | 27              |
| 2001 | 19             | 17              |
| 2002 | 21             | 71              |
| 2003 | 25             | 138             |
| 2004 | 280            | –               |

## Palmares
| Legenda                | Legenda                  |
| ---------------------- | ------------------------ |
| Grandslamtoernooi      |                          |
| Olympische Spelen      |                          |
| Year-End Championships |                          |
| tot 2009               | 2009 – 2020 / vanaf 2021 |
| Tier I                 | Premier Mandatory        |
| Tier II                | Premier Five / WTA 1000  |
| Tier III               | Premier / WTA 500        |
| Tier IV & V            | International / WTA 250  |
|                        | Challenger / WTA 125     |

### WTA-finaleplaatsen enkelspel
| nr.              | finale     | toernooi           | ondergrond    | tegenstandster          | score         |         |
| ---------------- | ---------- | ------------------ | ------------- | ----------------------- | ------------- | ------- |
| gewonnen finales |            |                    |               |                         |               |         |
| 1.               | 1993-01-16 | WTA Melbourne      | hardcourt     | Naoko Sawamatsu         | 6-2, 6-3      | details |
| 2.               | 1993-09-26 | WTA Tokio Nichirei | hardcourt     | Kimiko Date             | 6-3, 6-2      | details |
| 3.               | 1994-05-15 | WTA Praag          | gravel        | Åsa Carlsson            | 6-1, 7-6      | details |
| 4.               | 1997-04-27 | WTA Boedapest      | gravel        | Sabine Appelmans        | 6-1, 6-3      | details |
| 5.               | 1997-10-26 | WTA Luxemburg      | tapijt (i)    | Barbara Paulus          | 6-4, 3-6, 7-5 | details |
| 6.               | 1998-04-05 | WTA Hilton Head    | gravel        | Irina Spîrlea           | 6-3, 6-4      | details |
| 7.               | 2000-05-21 | WTA Antwerpen      | gravel        | Cristina Torrens Valero | 4-6, 6-2, 6-3 | details |
| 8.               | 2001-03-04 | WTA Acapulco       | gravel        | Jelena Dementjeva       | 2-6, 6-1, 6-2 | details |
| 9.               | 2003-03-02 | WTA Acapulco       | gravel        | Mariana Díaz Oliva      | 7-5, 6-3      | details |
| verloren finales |            |                    |               |                         |               |         |
| 1.               | 1991-10-27 | WTA San Juan       | hardcourt     | Julie Halard            | 5-7, 5-7      | details |
| 2.               | 1993-02-28 | WTA Indian Wells   | hardcourt     | Mary Joe Fernandez      | 6-3, 1-6, 6-7 | details |
| 3.               | 1994-02-27 | WTA Indian Wells   | hardcourt     | Steffi Graf             | 0-6, 4-6      | details |
| 4.               | 1995-08-20 | WTA Toronto        | hardcourt     | Monica Seles            | 0-6, 1-6      | details |
| 5.               | 1995-10-22 | WTA Brighton       | tapijt (i)    | Mary Joe Fernandez      | 4-6, 5-7      | details |
| 6.               | 1996-02-25 | WTA Oklahoma       | hardcourt (i) | Brenda Schultz          | 3-6, 2-6      | details |
| 7.               | 1997-09-28 | WTA Leipzig        | tapijt (i)    | Jana Novotná            | 2-6, 6-4, 3-6 | details |
| 8.               | 1999-02-07 | WTA Tokio          | tapijt (i)    | Martina Hingis          | 2-6, 1-6      | details |
| 9.               | 1999-02-28 | WTA Oklahoma       | tapijt (i)    | Venus Williams          | 4-6, 0-6      | details |
| 10.              | 2000-05-14 | WTA Berlijn        | gravel        | Conchita Martínez       | 1-6, 2-6      | details |
| 11.              | 2001-04-15 | WTA Amelia Island  | gravel        | Amélie Mauresmo         | 4-6, 5-7      | details |
| 12.              | 2003-02-22 | WTA Memphis        | tapijt (i)    | Lisa Raymond            | 3-6, 2-6      | details |

### WTA-finaleplaatsen vrouwendubbelspel
| nr.              | finale     | toernooi           | ondergrond | partner                 | tegenstandsters                           | score         |         |
| ---------------- | ---------- | ------------------ | ---------- | ----------------------- | ----------------------------------------- | ------------- | ------- |
| gewonnen finales |            |                    |            |                         |                                           |               |         |
| 1.               | 1992-05-03 | WTA Tarente        | gravel     | Inés Gorrochategui      | Rachel McQuillan Radomira Zrubáková       | 4-6, 6-3, 7-6 | details |
| 2.               | 1992-11-01 | WTA San Juan       | hardcourt  | Elna Reinach            | Gigi Fernández Kathy Rinaldi              | 6-2, 4-6, 6-2 | details |
| 3.               | 1994-05-15 | WTA Praag          | gravel     | Linda Harvey-Wild       | Kristie Boogert Laura Golarsa             | 6-4, 3-6, 6-2 | details |
| 4.               | 1995-04-09 | WTA Amelia Island  | gravel     | Inés Gorrochategui      | Nicole Arendt Manon Bollegraf             | 6-2, 3-6, 6-2 | details |
| 5.               | 1995-05-31 | WTA Berlijn        | gravel     | Inés Gorrochategui      | Larisa Neiland Gabriela Sabatini          | 4-6, 7-6, 6-2 | details |
| 6.               | 1996-09-22 | WTA Tokio Nichirei | hardcourt  | Mary Pierce             | Park Sung-hee Wang Shi-ting               | 6-3, 7-6      | details |
| 7.               | 1997-04-27 | WTA Boedapest      | gravel     | Alexandra Fusai         | Eva Martincová Elena Pampoulova           | 6-3, 6-1      | details |
| 8.               | 2001-02-25 | WTA Oklahoma       | tapijt (i) | Lori McNeil             | Janet Lee Wynne Prakusya                  | 6-3, 2-6, 6-0 | details |
| 9.               | 2001-09-15 | WTA Bahia          | hardcourt  | Lori McNeil             | Nicole Arendt Patricia Tarabini           | 6-7, 6-2, 6-4 | details |
| verloren finales |            |                    |            |                         |                                           |               |         |
| 1.               | 1992-07-12 | WTA Kitzbühel      | gravel     | Wiltrud Probst          | Alexia Dechaume Florencia Labat           | 3-6, 3-6      | details |
| 2.               | 1992-10-04 | WTA Taipei         | hardcourt  | Cammy MacGregor         | Jo-Anne Faull Julie Richardson            | 6-3, 3-6, 2-6 | details |
| 3.               | 1993-04-11 | WTA Amelia Island  | gravel     | Inés Gorrochategui      | Manuela Maleeva-Fragnière Leila Meschi    | 6-3, 3-6, 4-6 | details |
| 4.               | 1993-09-12 | US Open            | hardcourt  | Inés Gorrochategui      | Arantxa Sánchez Vicario Helena Suková     | 4-6, 2-6      | details |
| 5.               | 1993-09-26 | WTA Tokio Nichirei | hardcourt  | Linda Harvey-Wild       | Lisa Raymond Chanda Rubin                 | 4-6, 1-6      | details |
| 6.               | 1993-11-07 | WTA Oakland        | tapijt (i) | Inés Gorrochategui      | Patty Fendick Meredith McGrath            | 2-6, 0-6      | details |
| 7.               | 1994-04-10 | WTA Amelia Island  | gravel     | Inés Gorrochategui      | Larisa Neiland Arantxa Sánchez Vicario    | 2-6, 7-6, 4-6 | details |
| 8.               | 1995-09-24 | WTA Tokio Nichirei | hardcourt  | Linda Wild              | Lindsay Davenport Mary Joe Fernandez      | 3-6, 2-6      | details |
| 9.               | 1998-05-10 | WTA Rome           | gravel     | Arantxa Sánchez Vicario | Virginia Ruano Pascual Paola Suárez       | 6-7, 4-6      | details |
| 10.              | 1999-02-28 | WTA Oklahoma       | hardcourt  | Jessica Steck           | Lisa Raymond Rennae Stubbs                | 3-6, 4-6      | details |
| 11.              | 1999-05-02 | WTA Hamburg        | gravel     | Jana Novotná            | Larisa Neiland Arantxa Sánchez Vicario    | 2-6, 1-6      | details |
| 12.              | 1999-09-26 | WTA Tokio Toyota   | hardcourt  | Jelena Dokić            | Conchita Martínez Patricia Tarabini       | 7-6, 4-6, 2-6 | details |
| 13.              | 2000-05-14 | WTA Berlijn        | gravel     | Corina Morariu          | Conchita Martínez Arantxa Sánchez Vicario | 6-3, 2-6, 6-7 | details |
| 14.              | 2001-05-26 | WTA Straatsburg    | gravel     | Lori McNeil             | Silvia Farina-Elia Iroda Tulyaganova      | 1-6, 6-7      | details |

### Finaleplaatsen gemengd dubbelspel
| nr.              | finale     | toernooi   | ondergrond    | partner        | tegenstanders                           | score |         |
| ---------------- | ---------- | ---------- | ------------- | -------------- | --------------------------------------- | ----- | ------- |
| gewonnen finales |            |            |               |                |                                         |       |         |
| 1.               | 2000-01-08 | Hopman Cup | hardcourt (i) | Wayne Ferreira | Tamarine Tanasugarn Paradorn Srichaphan | 3-0   | details |
| verloren finales |            |            |               |                |                                         |       |         |
| 1.               | 1997-01-04 | Hopman Cup | hardcourt (i) | Wayne Ferreira | Chanda Rubin Justin Gimelstob           | 1-2   | details |

## Resultaten grandslamtoernooien
| Legenda | Legenda                          |
| ------- | -------------------------------- |
| g.t.    | geen toernooi gehouden           |
| l.c.    | lagere categorie                 |
| –       | niet deelgenomen                 |
| G       | uitgeschakeld in de groepsfase   |
| 1R      | uitgeschakeld in de eerste ronde |
| 2R      | uitgeschakeld in de tweede ronde |
| 3R      | uitgeschakeld in de derde ronde  |
| 4R      | uitgeschakeld in de vierde ronde |
| KF      | uitgeschakeld in de kwartfinale  |
| HF      | uitgeschakeld in de halve finale |
| F       | de finale verloren               |
| W       | het toernooi gewonnen            |
| w-v     | winst/verlies-balans             |

### Enkelspel
| Toernooi        | 1989 | 1990 | 1991 | 1992 | 1993 | 1994 | 1995 | 1996 | 1997 | 1998 | 1999 | 2000 | 2001 | 2002 | 2003 | 2004 |
| --------------- | ---- | ---- | ---- | ---- | ---- | ---- | ---- | ---- | ---- | ---- | ---- | ---- | ---- | ---- | ---- | ---- |
| Australian Open | –    | –    | –    | –    | 1R   | 2R   | 3R   | HF   | HF   | 4R   | 4R   | 2R   | KF   | 4R   | 4R   | 2R   |
| Roland Garros   | 4R   | 1R   | 2R   | 3R   | 2R   | 4R   | 2R   | 4R   | HF   | 1R   | 1R   | 3R   | 3R   | 1R   | 1R   | –    |
| Wimbledon       | 1R   | 2R   | 2R   | –    | 2R   | 4R   | 2R   | 2R   | 2R   | 2R   | 3R   | 2R   | 3R   | 2R   | 2R   | –    |
| US Open         | 1R   | 1R   | 1R   | 3R   | 3R   | KF   | 1R   | KF   | 4R   | KF   | 1R   | 3R   | 1R   | 3R   | 3R   | –    |

### Vrouwendubbelspel
| Toernooi        | 1989 | 1990 | 1991 | 1992 | 1993 | 1994 | 1995 | 1996 | 1997 | 1998 | 1999 | 2000 | 2001 | 2002 | 2003 |
| --------------- | ---- | ---- | ---- | ---- | ---- | ---- | ---- | ---- | ---- | ---- | ---- | ---- | ---- | ---- | ---- |
| Australian Open | –    | –    | –    | –    | 1R   | 3R   | –    | 3R   | 1R   | 3R   | 2R   | 3R   | –    | KF   | 2R   |
| Roland Garros   | 1R   | –    | 1R   | 2R   | HF   | HF   | 1R   | 2R   | 2R   | –    | 1R   | 1R   | 1R   | 2R   | 1R   |
| Wimbledon       | –    | –    | –    | –    | 1R   | –    | 2R   | 2R   | 1R   | 3R   | 2R   | 2R   | 3R   | 2R   | –    |
| US Open         | –    | –    | –    | 1R   | F    | 3R   | 1R   | 2R   | 2R   | 1R   | 2R   | 3R   | 2R   | 1R   | –    |

### Gemengd dubbelspel
| Toernooi        | 1991 | 1992 | 1993 | 1994 | 1995 |    | 1999 | 2000 | 2001 | 2002 |
| --------------- | ---- | ---- | ---- | ---- | ---- | -- | ---- | ---- | ---- | ---- |
| Australian Open | –    | –    | 1R   | 1R   | 2R   | 1R | 1R   | 2R   | –    |      |
| Roland Garros   | –    | –    | 2R   | KF   | 2R   | –  | –    | –    | –    |      |
| Wimbledon       | 1R   | –    | 3R   | 3R   | –    | 1R | KF   | 3R   | 3R   |      |
| US Open         | –    | 2R   | 2R   | –    | –    | –  | –    | –    | 1R   |      |